# Kacper Michalski
Kacper Michalski (ur. 3 stycznia 2000 w Kostrzynie nad Odrą) – polski piłkarz, występujący na pozycji obrońcy w polskim klubie  Polonia Bytom.